# Gillué
Gillué (Chillué en aragonés) es una localidad española perteneciente al municipio de Sabiñánigo, en el Alto Gállego, provincia de Huesca, Aragón.

## Historia
La iglesia de San Miguel es obra popular del siglo XVII, está en el centro del pueblo. En su arquitectura popular destaca la casa de los Villacampa, linaje que se extiende por todo Serrablo, que tiene una torre defensiva del XVI. Es una torre de señorío rectangular con saeteras y remate alterado, con factura en sillarejo.
Existe un pequeño hotel rural como alojamiento. El edificio se integra en un conjunto de antiguas “bordas” de piedra.